# Ceriana petersi
Ceriana petersi är en tvåvingeart som först beskrevs av Speiser 1924.  Ceriana petersi ingår i släktet griffelblomflugor, och familjen blomflugor. Inga underarter finns listade i Catalogue of Life.